# Liga Premier de Azerbaiyán 2016-17
La Liga Premier de Azerbayán 2016-17 fue la edición número 25 de la Liga Premier de Azerbaiyán. La temporada comenzó el 6 de agosto de 2016 y terminó el 28 de abril de 2017. Qarabağ Agdam se proclamó campeón.

## Formato
Los ocho equipos participantes jugaron entre sí todos contra todos cuatro veces totalizando 28 partidos cada uno, al término de la fecha 28 el primer clasificado obtuvo un cupo para la segunda ronda de la Liga de Campeones 2017-18, mientras que el segundo y tercer clasificado obtuvieron un cupo para la primera ronda de la Liga Europa 2017-18; por otro lado el último clasificado descendió a la Primera División de Azerbaiyán 2017-18.
Un tercer cupo para la primera ronda de la Liga Europa 2017-18 es asignado al campeón de la Copa de Azerbaiyán.

## Ascensos y descensos
| Pos. | de Liga Premier 2015-16 |
| ---- | ----------------------- |
| 9.º  | Ravan Baku              |
| 10.º | Khazar Lankaran         |

| Pos.    | Ascendidos Primera División 2015-16 |
| ------- | ----------------------------------- |
| No hubo |                                     |

## Equipos participantes
| Equipo       | Ciudad   | Estadio                     | Capacidad |
| ------------ | -------- | --------------------------- | --------- |
| AZAL         | Bakú     | Estadio AZAL                | 3.500     |
| Gabala       | Qabala   | Estadio Municipal de Qabala | 4.500     |
| Inter Baku   | Bakú     | Estadio Shafa               | 8.100     |
| Käpäz        | Ganja    | Estadio Ganja City          | 25.000    |
| Neftchi Baku | Bakú     | Bakcell Arena               | 11.000    |
| Qarabağ      | Agdam    | Azersun Arena               | 5.800     |
| Sumgayit     | Sumqayit | Estadio Mehdi Huseynzade    | 1.300     |
| Zira         | Bakú     | Zira Olympic Sport          | 1.200     |

## Tabla de posiciones
| Pos. | Equipo      | Pts. | PJ | G  | E  | P  | GF | GC | Dif. | Clasificación y descenso 2017-18      |
| ---- | ----------- | ---- | -- | -- | -- | -- | -- | -- | ---- | ------------------------------------- |
| 1    | Qarabağ (C) | 62   | 28 | 19 | 5  | 4  | 46 | 14 | +32  | Segunda ronda de la Liga de Campeones |
| 2    | Gabala      | 52   | 28 | 14 | 10 | 4  | 48 | 21 | +27  | Segunda ronda de la Liga Europa       |
| 3    | Inter Baku  | 43   | 28 | 11 | 10 | 7  | 39 | 33 | +6   | Primera ronda de la Liga Europa       |
| 4    | Zira        | 39   | 28 | 10 | 9  | 9  | 29 | 26 | +3   | Primera ronda de la Liga Europa       |
| 5    | Kapaz       | 36   | 28 | 9  | 9  | 10 | 24 | 27 | −3   |                                       |
| 6    | Sumgayit    | 35   | 28 | 9  | 8  | 11 | 28 | 35 | −7   |                                       |
| 7    | Neftçi Baku | 29   | 28 | 9  | 2  | 17 | 24 | 45 | −21  |                                       |
| 8    | AZAL        | 10   | 28 | 1  | 7  | 20 | 13 | 50 | −37  | Descenso a Primera División 2017-18   |

Actualizado a los partidos jugados el 29 de abril de 2017.
 Fuente: Soccerway
Notas:
1. ↑  Tras ganar la Copa de Azerbaiyán el Qarabağ  recibe un cupo para la Primera ronda de la Liga Europea 2017-18, pero al encontrarse clasificado a la Liga de Campeones por su posición de liga, el cupo pasa a la liga.

## Tabla de resultados cruzados
Los clubes jugarán entre sí en cuatro ocasiones para un total de 28 partidos cada uno.
| Local \ Visitante | AZL | GAB | INT | KAP | NEF | QAR | SUM | ZIR |
| ----------------- | --- | --- | --- | --- | --- | --- | --- | --- |
| AZAL PFC          | —   | 0–0 | 1–3 | 0–1 | 0–2 | 0–1 | 1–1 | 1–1 |
| Gabala            | 3–0 | —   | 0–0 | 2–0 | 4–1 | 2–0 | 2–0 | 1–0 |
| Inter Baku        | 3–0 | 1–1 | —   | 2–2 | 2–1 | 2–1 | 3–1 | 1–1 |
| Käpäz Ganja       | 0–0 | 1–1 | 0–0 | —   | 2–0 | 1–1 | 0–0 | 2–0 |
| Neftçi Baku       | 0–1 | 0–8 | 2–1 | 2–0 | —   | 0–2 | 1–2 | 0–1 |
| Qarabağ           | 6–0 | 2–1 | 0–0 | 1–0 | 3–0 | —   | 3–0 | 2–0 |
| Sumgayit          | 1–1 | 2–2 | 1–2 | 1–1 | 2–0 | 0–2 | —   | 1–0 |
| Zira              | 3–1 | 0–2 | 1–1 | 2–0 | 2–0 | 0–2 | 0–1 | —   |

| Local \ Visitante | AZL | GAB | INT | KAP | NEF | QAR | SUM | ZIR |
| ----------------- | --- | --- | --- | --- | --- | --- | --- | --- |
| AZAL PFC          | —   | 1–1 | 0–1 | 1–2 | 0–1 | 1–2 | 1–2 | 0–3 |
| Gabala            | 2–0 | —   | 4–3 | 2–1 | 1–0 | 2–0 | 1–1 | 1–1 |
| Inter Baku        | 2–1 | 0–2 | —   | 4–1 | 1–3 | 0–3 | 1–0 | 1–1 |
| Käpäz Ganja       | 1–1 | 2–0 | 1–0 | —   | 2–0 | 0–1 | 1–0 | 1–0 |
| Neftçi Baku       | 4–0 | 1–0 | 2–1 | 0–0 | —   | 1–2 | 1–0 | 1–2 |
| Qarabağ           | 1–0 | 0–0 | 0–1 | 2–1 | 1–1 | —   | 2–1 | 2–0 |
| Sumgayit          | 1–0 | 2–1 | 2–2 | 3–1 | 2–0 | 0–4 | —   | 1–1 |
| Zira              | 2–1 | 2–2 | 1–1 | 1–0 | 3–0 | 0–0 | 1–0 | —   |

## Goleadores
Actualizado el 29 de abril de 2017.
| Pos. | Jugador            | Club       | Goles |
| ---- | ------------------ | ---------- | ----- |
| 1    | Filip Ozobić       | Gabala     | 11    |
| 1    | Rauf Aliyev        | Inter Baku | 11    |
| 3    | Dino Ndlovu        | Qarabağ    | 10    |
| 4    | Mirabdulla Abbasov | Sumqayıt   | 8     |
| 5    | Bagaliy Dabo       | Gabala     | 7     |
| 5    | Nizami Hajiyev     | Inter Baku | 7     |
| 7    | Julien Ebah        | Kapaz      | 6     |
| 7    | Amil Yunanov       | Sumqayıt   | 6     |
| 7    | Sergei Zenjov      | Gabala     | 6     |
| 10   | Ruslan Abışov      | Inter Baku | 5     |